# Governador Dix-Sept Rosado
Governador Dix-Sept Rosado is een gemeente in de Braziliaanse deelstaat Rio Grande do Norte. De gemeente telt 12.835 inwoners (schatting 2009).